# Mustoor, Devadurga
Mustoor là một làng thuộc tehsil Devadurga, huyện Raichur, bang Karnataka, Ấn Độ.